# Zwoleń (powiat gostyniński)
Zwoleń – wieś sołecka w Polsce położona w województwie mazowieckim, w powiecie gostynińskim, w gminie Gostynin.
Wieś zasiedlona została przez osadników holenderskich w końcu XVIII wieku. Działała tutaj szkoła ewangelicka. W 1827 roku zamieszkiwało Zwoleń 125 osób, a w 1881 301. Do dzisiejszych czasów zachowało się 9 domów sprzed 1945 roku, związanych z osadnictwem holenderskim.
W latach 1975–1998 miejscowość należała administracyjnie do województwa płockiego.
Szkoła Podstawowa w Zwoleniu przyjęła imię Powstańców Styczniowych 1863-1864.